# Sylwia Matuszak
Sylwia Matuszak (16 de noviembre de 1997) es una deportista polaca que compite en esgrima, especialista en la modalidad de sable. Ganó dos medallas en el Campeonato Europeo de Esgrima de 2025, plata por equipos y bronce en la prueba individual.

## Palmarés internacional
| Campeonato Europeo | Campeonato Europeo | Campeonato Europeo | Campeonato Europeo |
| Año                | Lugar              | Medalla            | Prueba             |
| ------------------ | ------------------ | ------------------ | ------------------ |
| 2025               | Génova (Italia)    | Medalla de plata   | Sable por equipos  |
| 2025               | Génova (Italia)    | Medalla de bronce  | Sable individual   |